# Травалёв
Травалёв — хутор в Апшеронском районе Краснодарского края России. Входит в состав Хадыженского городского поселения.

## Варианты названия
- Травалева,
- Тровалев[2].

## География

### Улицы
- ул. Дачная,
- ул. Ольховая,
- ул. Подгорная,
- ул. Полевая,
- ул. Совхозная,
- ул. Тихая,
- ул. Чкалова.

## Население
| 2002 | 2010 |
| ---- | ---- |
| 384  | ↗456 |